# Type 74 Nana-yon
O Type 74 (74式戦車, nana-yon-shiki-sensha) é um tanque de guerra da Força Terrestre de Autodefesa do Japão. Foi construído pela Mitsubishi Heavy Industries como um substituto do antigo blindado Type 61. Ele possui um design contemporâneo, baseado no estilo do tanque americano M60 e do alemão Leopard 1. Como estes veículos, ele possui um canhão de 105 mm. Foi substituído pelo Type 10.